# メイサツキ
メイサツキ（旧芸名；三木 さつき、1971年5月14日 - ）は、兵庫県出身の女優。

## 出演

### テレビドラマ
2001年
- 部長刑事シリーズ・シンマイ。 - 長谷川由香 役

2003年
- 顔 （第2話）- 林純子 役　【三木さつき　名義】

2006年
- 警視庁捜査一課9係 - 淡野渚 役
- 名奉行! 大岡越前 - お駒 役
- 新・桃太郎侍 - おれん 役
- 芋たこなんきん（- 2007年） - 花岡（北村）孝子 役

2007年
- 八州廻り桑山十兵衛〜捕物控ぶらり旅 - おまち 役
- おいしいごはん 鎌倉・春日井米店 - ナオミ 役
- 月曜ゴールデン 「ご近所探偵・五月野さつき2」 - 稲荷ツネ子 役
- H-code〜愛しき賞金稼ぎ〜（- 2008年） - Qクイーン 役

2009年
- 臨場 （第１章　第１話）- 佐々木奈美 役

2011年
- 火車 - 宮田かなえ 役

2012年
- 浪花少年探偵団 - 渋谷容子 役

2013年
- 相棒 - 恩地由美子 役

2014年
- 警視庁捜査一課9係 - 池内理緒 役

土曜ワイド劇場
- 「タクシードライバーの推理日誌22」（2006年） - 土屋美鈴 役
- 「おかしな刑事4」（2007年） - 衣川しぶき 役

水曜ミステリー9
- 「ブランド刑事1」（2006年） - 荻野亮子 役
- 「監察医・篠宮葉月 死体は語る」（2007 - 2008年） - 三島朱美 役

### テレビ番組
- 日本語歳時記 大希林（NHK）

### 映画
- 茶々 天涯の貴妃（2007年） - きく 役
- SS エスエス（2008年） - 蘭子ママ 役

### 舞台
- 歌劇　人情酸漿蛍（2004年）